# 碧山亘右
碧山 亘右（あおいやま こうすけ、1986年6月19日 - ）は、ブルガリア・ヤンボル（2009年9月場所まではソフィア）出身で春日野部屋所属（入門時は田子ノ浦部屋）の元大相撲力士。日本国籍を取得しており、本名は古田 亘右（ふるた こうすけ）。帰化前の旧名はダニエル・イヴァノフ（Даниел Иванов）。身長191.0cm、体重181.0kg。得意技は右四つ・寄りとあるが、実際は自ら四つに組むことは滅多になく、突き押し主体の取り口である。最高位は東関脇（2014年11月場所～2015年1月場所）。現在は年寄・岩友。いわゆる「花のロクイチ組」の1人。

## 経歴

### 入門まで

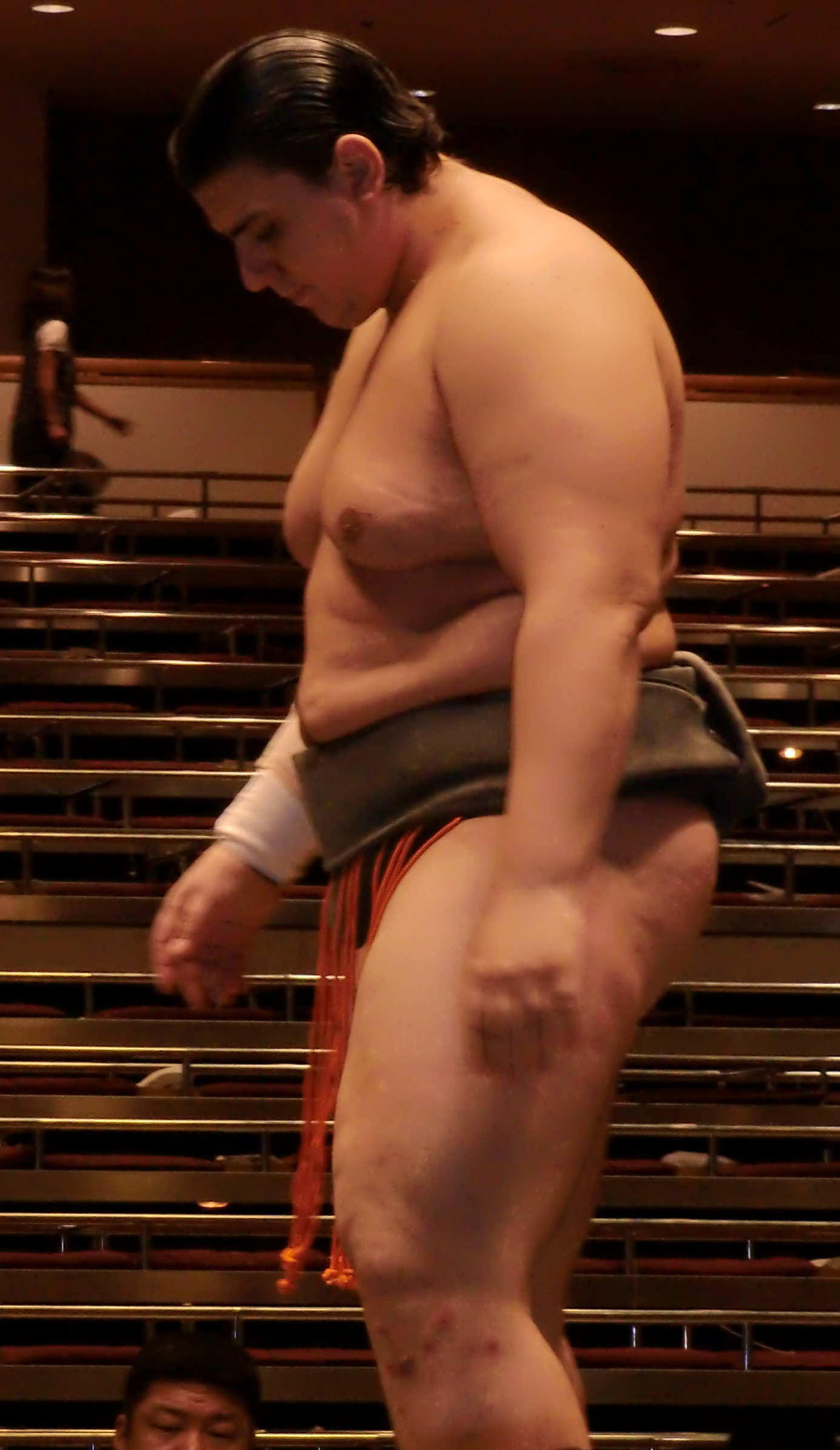
デビュー当時の碧山

レスリングを10年、アマチュア相撲を3年経験した後、琴欧洲の紹介でブルガリア出身2人目の力士として角界入りを果たす。1度目に琴欧洲に誘われた際は断ったが、再度の勧誘に備えて後述するように力士体型を作った。増量して2度目の勧誘を受けた際は、人相も異なっていたイヴァノフを琴欧州は別人と勘違いしていたという。師匠である14代田子ノ浦（元幕内・久島海）から「山と川どちらが好きか」と尋ねられ、本人が「山」と答えたため「碧山」という四股名に決まった。

### 幕内昇進まで
初めは「碧山 聖人」を名乗り、2009年7月場所で初土俵を踏み、翌9月場所では7戦全勝で序ノ口優勝を果たした。名を「碧山 亘右」に改めた後、2009年11月場所では7戦全勝で優勝決定戦へ進出し、優勝決定戦で風斧山を破って序二段優勝を果たした。
来日当初は稽古が厳しく、親方に怒られて泣くこともあった。本人も後に「自分が強くなるために怒ってくれているのはわかっているんですが、23、24歳で、あんなに泣くとは思わなかったです（笑）」と振り返っている。
三段目へ昇進した2010年1月場所では、5日目に北皇（高田川部屋）に敗れてデビュー戦からの連勝が16で止まったものの、残りの取組は勝利し、この場所でも6勝1敗という好成績を残した。幕下へ昇進した翌3月場所では、7戦全勝の成績を挙げて幕下優勝を果たした。その後は幕下上位に在位し、2011年5月技量審査場所において東幕下筆頭の位置で5勝2敗の好成績を挙げで、翌7月場所に新十両へ昇進し、大相撲八百長問題で多くの力士が引退した影響もあり、新十両ながら番付を西十両4枚目まで大きく上げた。翌9月場所では腰椎椎間板ヘルニアのため初日から休場したが、3日目から出場して最終的に10勝3敗2休という好成績を挙げて、翌11月場所において新入幕を果たした。

### 三役昇進まで
新入幕となった2011年11月場所では、11日目に勝ち越しを決め、最終的には11勝4敗の好成績を挙げて初の三賞となる敢闘賞を受賞。初土俵から所要14場所での三賞受賞は小錦や武蔵丸らに並ぶ史上6位のスピード記録（幕下付け出しを除く）となった。

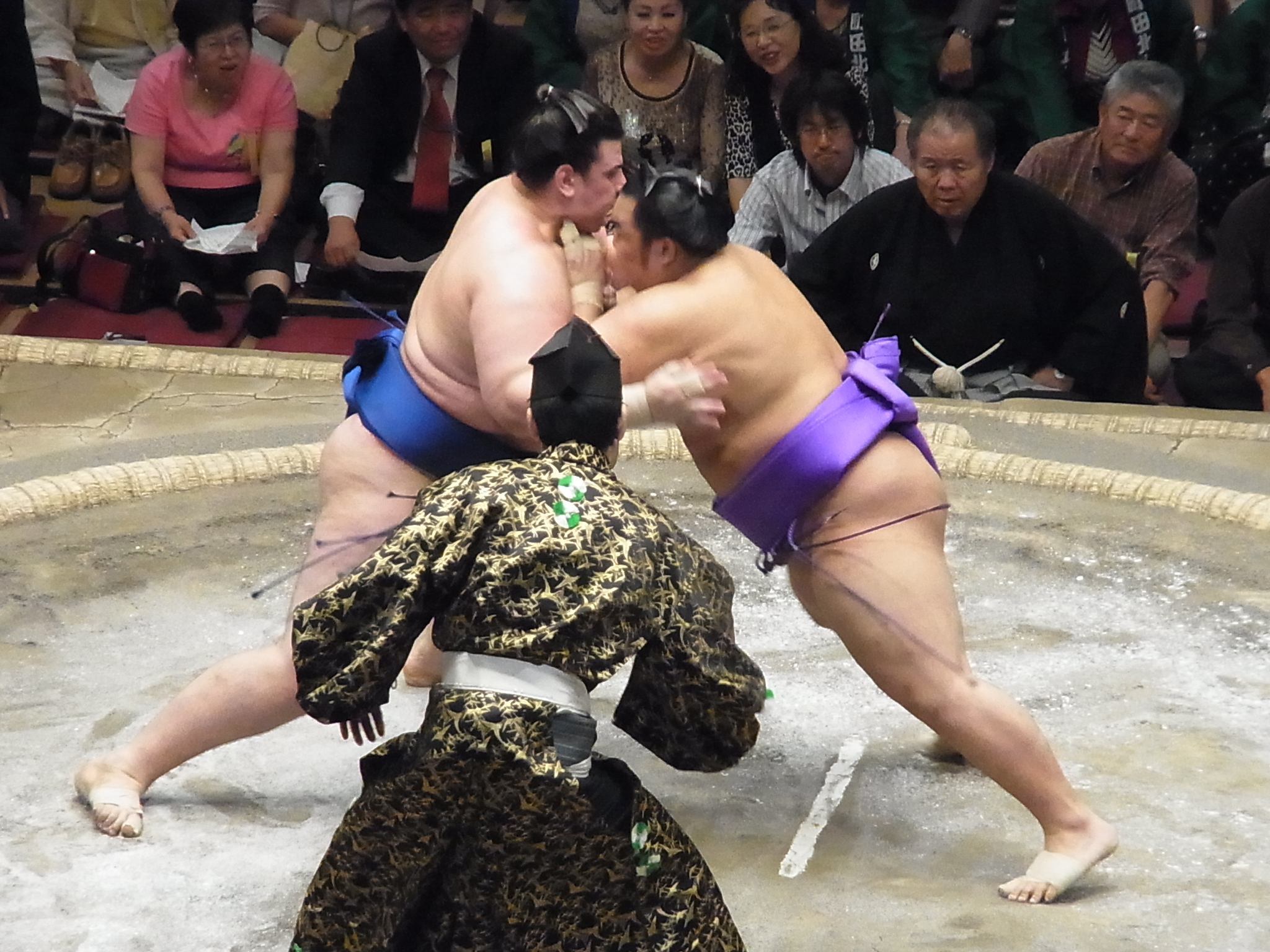
明治神宮例祭奉祝 奉納70回全日本力士選士権大会 相手は琴勇輝（2011年10月3日撮影）

2012年2月13日に師匠である14代田子ノ浦が急逝して田子ノ浦部屋が閉鎖されたため、本人は同年3月場所前に春日野部屋へ移籍した。田子ノ浦部屋のちゃんこは碧山に配慮して洋食中心であったため、当時は和食中心の部屋の食事に馴染めるかどうかが相撲以上の課題となった。後の2023年11月場所後のインタビューでは、それまで角界関係者の間ですらあまり知られていなかった前代未聞の移籍の手続きについて、北の湖理事長から希望する移籍先を伝えるための封筒が届いたが事前相談によって移籍先を調整できる雰囲気ではなく、皆が出羽海部屋に行くと思ったが碧天と碧己真(最高位、東幕下8枚目、2018年9月場所引退)が春日野部屋に付いて来てくれて嬉しかった、と証言している。碧山本人が春日野部屋に移籍したのは稽古環境の良さから旧田子ノ浦部屋女将に勧められたためで「もしも春日野部屋に行っていなかったら、どれだけ幕内にいられたか分からない」「今は幕内70場所。もうすぐ丸12年。春日野部屋にいたから今がある」と自身を預かり弟子として迎え入れてくれた春日野部屋への感謝を語っている。
転籍後の初稽古では引退したばかりの竹縄が教育係を務めた。春日野部屋へ移籍して初めての場所となった同年3月場所では8勝7敗と勝ち越し、続く5月場所でも自己最高位となる西前頭6枚目の位置で11勝4敗と大きく勝ち越した。東前頭2枚目まで番付を上げた翌7月場所では、横綱・大関陣との対戦が続いた7日目までは1勝6敗という成績だったものの、8日目以降は白星を重ねて、最終的には8勝7敗と勝ち越しを決めた。翌9月場所では新三役となる東小結へと昇進し、ブルガリア出身力士としては2005年3月場所における琴欧州（現・琴欧洲）に続く2人目の新三役となり、初土俵から所要18場所での新三役昇進は曙と並ぶ史上7位のスピード記録（幕下付け出しを除く）となった。新三役昇進が決定した際の会見では、前師匠の田子ノ浦親方の遺影を持って会見した。

### 十両陥落まで
新三役場所の9月場所では初日から7連敗と不振で、4勝11敗という成績に終わった。翌11月場所では8日目まで6勝2敗と好調だったものの、8日目に勢を破った際に左膝の関節を捻挫してしまい、翌9日目から途中休場した。
2013年5月場所は自己最高の192kgを計測し、その影響から5勝10敗の不振に甘んじた。この場所後に「182から184キロくらいにしたい。ご飯はお茶わんの半分にして、野菜を多く食べています」と語った。体重減量は古傷の左膝と腰の負担を軽減する狙いもある。同年7月場所は上位陣が星を落としていく中で12日目までただ一人で2敗を守り、全勝の白鵬を追いかける展開となった。残り3日は上位との取組が組まれて3連敗し、最終的には10勝5敗と二桁勝利を挙げた。翌9月場所は西前頭2枚目まで番付を戻し、その場所では6勝9敗と負け越したが、4日目の横綱・日馬富士戦で自身初の金星を獲得した。座布団が乱舞する中で、碧山は無意識に神に感謝をささげるため右手の人さし指を天に向ける仕草を見せ、涙を流した。翌11月場所では12日目に大関・鶴竜を破って勝ち越しを決めるなど好調で、最終的には10勝5敗の好成績を挙げた。
2014年1月場所は番付運に恵まれず、僅か2枚上昇の東前頭3枚目で迎えた。6勝9敗と負け越したが、大関・稀勢の里から初白星を挙げた。2014年2月9日の大相撲トーナメントでは決勝戦で琴欧洲とブルガリア出身者対決を制し、2010年の豪栄道以来となるトーナメント平幕優勝を達成した。翌3月場所は9勝6敗と勝ち越した。東前頭筆頭で迎えた翌5月場所は2大関（稀勢の里・琴奨菊）を破り、2場所連続の勝ち越しを決め、翌7月場所では11場所ぶりに小結に復帰したが6勝9敗と負け越した。東前頭3枚目に番付を落とした9月場所は稀勢の里と豪栄道の2大関を破って10勝5敗の好成績で場所を終えた。これを受けて翌11月場所は新関脇に昇進。ブルガリアからの新関脇は、2005年9月場所の琴欧州以来2人目となった。この11月場所の西関脇は初土俵から6場所目にして新三役の地位を得た逸ノ城であった。両者がこの場所3日目で対決した際にはともに新関脇であり200kgに迫る巨漢であることから「合計約400kgの重量対決」として話題になり、逸ノ城と共に場所を8勝7敗の勝ち越しで終えた。この場所では、横綱・日馬富士と大関・稀勢の里を破った。
2015年は「大関昇進」を目標としていたが1月場所直前の連合出稽古ではインフルエンザが疑われるなど不調が伝えられていた体重が理想（182～184kgくらい）より重い190kg台後半だった2015年1月場所は、左膝の状態が良くなかったためか、5勝10敗だった。しかし、横綱・日馬富士を2場所連続で破った。翌3月場所はあばらを痛めていた影響で振るわず5勝10敗の不振に終わった。続く5月場所、7月場所を連続で勝ち越して、9月場所は東前頭筆頭まで番付を戻したが、この場所から4場所連続で7勝8敗と千秋楽で給金相撲を落とした。
2016年5月場所も6勝9敗で終わり、5場所連続での負け越しとなった。翌7月場所はダイエットが功を奏したのか1年ぶりとなる勝ち越しを決め、14日目の取組後には「うれしい。長かった。7勝8敗ばかりだと誰でも落ち込むよ」とコメントした東前頭5枚目まで番付を戻した9月場所は9勝6敗の勝ち越し。勝ち越しを確定させた13日目には支度部屋で「5場所連続負け越しの後、2場所連続勝ち越し。負け越しが続いていたときはずっと落ち込んでいた。気持ちが戻った」とコメントした。しかし11月場所は初日から5連敗を喫するなど大関以上からは琴奨菊しか白星をあげられず、4勝11敗と大敗した。二桁の黒星は2015年3月場所以来となる。
2017年1月場所は前頭7枚目の地位で臨んだ。序盤は黒星が先行したが、終盤持ち直して8勝7敗と勝ち越した。場所後にはブルガリア人女性との結婚を公表した。2月19日、東京都内のホテルで結婚披露宴を開催した。碧山は新婦の白無垢姿に「きれいですね。びっくりしました。皆さんがかわいい、と言ってくれてうれしい」と顔を赤らめた。新たな門出に気が引き締まったようで「相撲でも金星を取らないとね。頑張るしかない。もっと自分に厳しくして、奥さんのため、部屋のためにも頑張ります」と言葉に力を込めた。5歳年上の姉さん女房で、相撲界で「金星」とほめられた。3月場所は千秋楽に勝ち越しを決め、自身の結婚に花を添えた。5月場所は西の3枚目に番付を戻したが、開幕から4連敗をするなど序盤に負けが込み4勝11敗と大幅に負け越した。7月場所はここ4年間でもっとも番付の低い東の8枚目で場所を迎えた。序盤から出足が良く、武器の突き押しに威力があり、開幕から7連勝で横綱の白鵬と並んで全勝をキープ。しかし8日目に阿武咲に敗れて連勝が止まると、11日目には錦木に敗れ2敗に後退。しかし同日にここまで全勝の白鵬も敗れたため、星の差一つで優勝戦線に踏みとどまった。13日目には物言いが付く微妙な判定ながら勝利を収め、千秋楽では割変えで小結の嘉風と対戦し勝利。幕内自己最高の成績となる13勝2敗とし、千秋楽に白鵬が敗れれば優勝決定戦というところまで持ちこんだが、白鵬が勝利し、叶わなかった。それでも他の上位陣が軒並み不振で星を落とす中、白鵬の独走を許さずに千秋楽まで場所を盛り上げる活躍を見せ、平成23年九州場所以来2度目の敢闘賞を獲得した。三賞受賞は34場所ぶりで、太寿山と並び5番目に長い受賞間隔となった。この場所は自己最速となる9日目での勝ち越しとなった。八角理事長は「碧山がいなかったら大変だったよ」と2横綱1大関が休場したこの7月場所の"立役者"に感謝を表わすコメントを残した。この場所の快進撃の背景には妻の応援があり、本人は「毎日、彼女に電話で励まされました。『アドレナリンが上がると思いますが、自分の相撲を取れば大丈夫』と師匠のようなことを言われましたよ。彼女の口から相撲のことが出るのはめったにないのでびっくりしましたが、必死で応援してくれてるんだと思うとうれしかったですね」と場所後の雑誌の記事で語っている。9月場所は三役から平幕に落ちる力士が琴奨菊1人だけであり、さらに本来なら三役に上がってもおかしくない星の力士が平幕上位にとどまったため、わずか5枚半上昇にとどまる西前頭2枚目の地位となった。さらに不運にも場所前に元々悪い膝を負傷。左膝骨挫傷で約1ヵ月の治療期間を要する見込みとの診断書を提出して休場。その後8日目から出場。復帰初戦でいきなり結びの一番を取ったが黒星。その後は膝の状態が本調子からは程遠い状態ながら10日目に関脇の御嶽海を破るなど3勝を挙げた。最終成績は3勝5敗7休場。なお、12日目の輝戦では勝負がついた後、力を抜いた状態の輝を土俵下まで突き飛ばしたため、山科審判部副部長（元小結・大錦）は口頭で注意。2017年11月場所も2日目の取組で足を負傷。「バキッと音がした」とコメントし、車いすで退場になり、そのまま翌日から休場。詳しい診断症状は右足首捻挫、靭帯損傷のため約1か月の治療とのこと。3日目の対戦相手魁聖は不戦勝。休場は通算で4度目となった。場所中の復帰は絶望視されていたが、8日目から再出場して大翔丸に白星。しかしやはり足の状態は思わしくなく、そこからは6連敗をするなど合計3勝に留まり、翌場所で37場所連続在位を続けてきた幕内から陥落した。

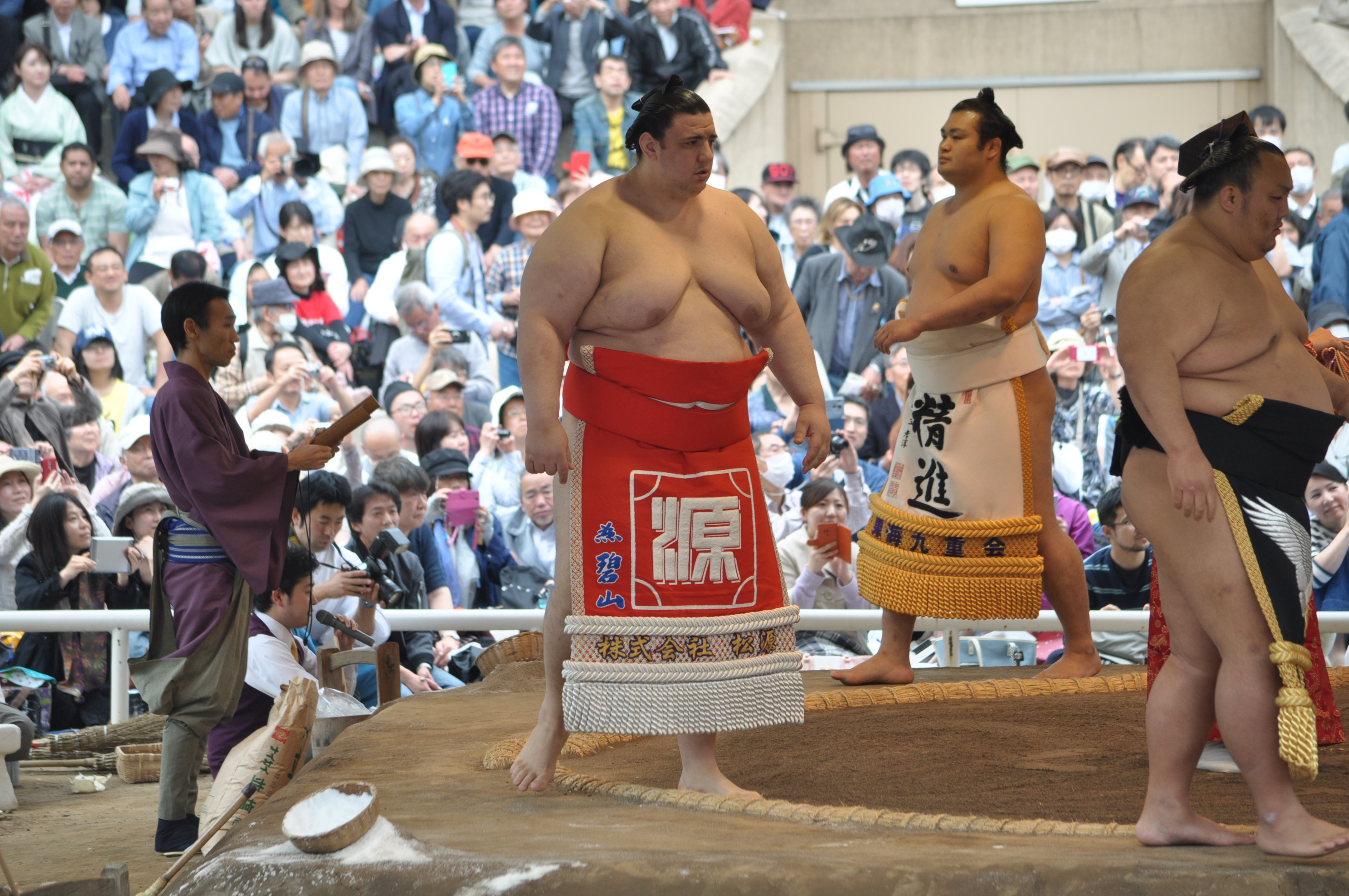
靖国神社奉納大相撲 土俵入り（2017年4月17日撮影）
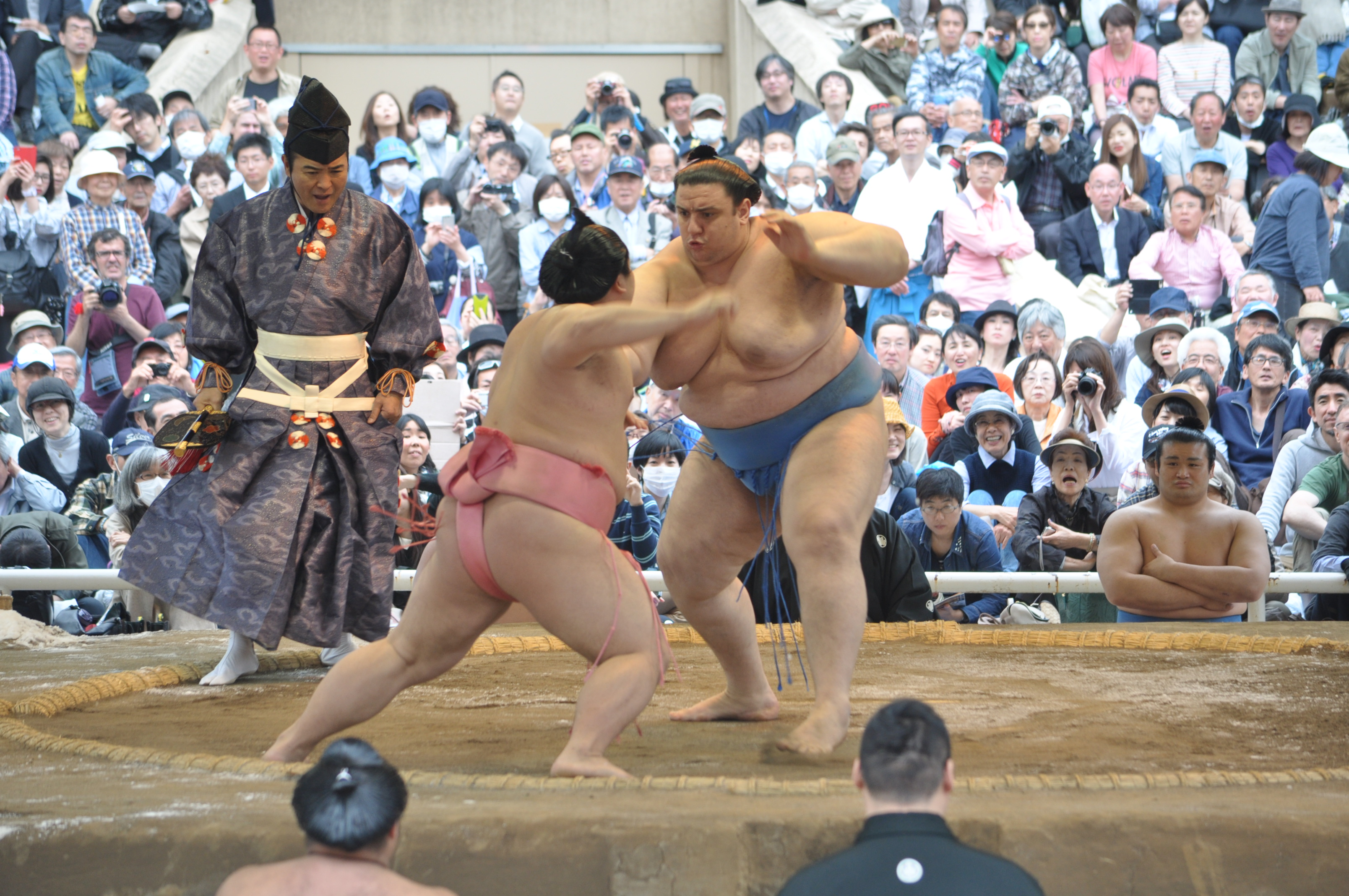
靖国神社奉納大相撲 相手は宇良（2017年4月17日撮影）

### 再入幕以降
2018年1月場所は西十両2枚目の地位で土俵に上がり、10日目まで5勝5敗であったが11日目から4連勝。千秋楽は黒星であったが9勝6敗と半年ぶりの勝ち越しを果たし、翌3月場所に再入幕。幕尻となる東前頭17枚目で迎えた3月場所は、序盤から好調で初日から4連勝を記録。5日目の妙義龍戦では、土俵際の判定が微妙だったものの、物言いが付かずに敗れる不運もあって連勝が止まったが、そこからも調子を大きく崩さず、11日目に勝ち越しを決めた。しかし残りを4連敗として勝ち越しは1つに留まった。4月2日の春巡業中津川場所の朝稽古ではこの日の力士最多となる19番（16勝）でやる気をアピールした。栃ノ心が1月場所に幕内最高優勝を果たしたことと春日野が巡業部長に就任したことが、発奮して稽古に励む要因となっている。9月場所前の相撲雑誌に「幕内の申し合いがわずか26番というのは、お粗末の一言だろう」と嘆かれた7月30日の夏巡業大津場所では、14番取るなど積極的な稽古を行い、この日の稽古では11連勝も確認されている。その他、連日幕下にも20番ほど胸を出している。2019年3月場所は優勝争いに加わっていたが、13日目の嘉風戦で送り出しで敗れて3敗目を喫して脱落。それでも自己2位の幕内での場所成績となる12勝3敗の対象に終わった。千秋楽の友風戦は勝った方が敢闘賞受賞となることが取組前に決定していたが、勝利して自身3度目となる敢闘賞を受賞。12月15日の冬巡業うるま場所では、2日連続となる幕内16人でのトーナメントを優勝するなど好調が伝えられた。
無観客場所で行われた3月場所では12日目終了時点で1敗の単独トップとなったが、13日目に隆の勝に敗れて2敗となり両横綱に並ばれると、14日目に白鵬との2敗対決に敗れて3敗に後退。千秋楽結びの一番で白鵬と鶴竜が12勝2敗同士で対決するため優勝の可能性が無くなった。この場所は千秋楽も敗れて11勝4敗に終わったが、体を活かした突き押し相撲が評価されて技能賞を獲得。敢闘賞の候補にも挙がったがこちらは受賞を逃した。無観客場所であることから表彰式は幕内力士全員が参加し、優勝した白鵬だけではなく碧山を含めた三賞を獲得した力士も表彰された。
2021年3月場所は千秋楽まで優勝争いに参加し、千秋楽に照ノ富士が黒星を喫すれば優勝決定戦への進出となったが、11勝4敗の優勝次点で場所を終えて自身4度目の敢闘賞を受賞。この場所の千秋楽の高安戦では勝った方が敢闘賞受賞という条件が付いていた。
5月場所は「急性腰椎症で2週間の安静加療を要する見込み」との診断書を日本相撲協会に提出し、初日から休場していたが、同月7日時点で師匠は途中出場の可能性を示唆しており、実際には9日目から出場となった。
2022年1月場所は一門の御嶽海の優勝旗手を務めた。
2022年3月16日に日本国籍を取得した。
5月場所は6日目終了時点でただ1人全勝であったが7日目に黒星を喫した。6日目に一山本を叩き込みで破った際には八角理事長から「努力している人が成績が良いとうれしい。35歳だけど、地力を稽古量で維持しているのは立派」と評価された。
栃ノ心の引退時点では、部屋の唯一の現役関取となっていた。
2023年7月場所は幕内の中では下に半枚しかなく、負け越せば十両陥落の恐れがある東前頭17枚目の地位。一時期体重が177kgまで落ちてパワー低下が懸念されたが、場所中に184kgまで戻してパワーを維持。中日まで2勝6敗であったがその後は勝ち続けて14日目に勝ち越しが確定。9月場所は幕内で自身より下に3枚しかない東前頭14枚目の地位という状況で5勝10敗の負け越し。11月場所で十両に陥落。これにより、春日野部屋が56年ぶりに幕内力士不在となった。この十両陥落前、碧山は日刊スポーツの記者に「部屋の歴史のことは知っています。プレッシャーはありますよ。あまり考えないようにはしているけど。でも何も考えていなかったら、それは部屋のことを考えていないということ。やっぱり歴史を途切れさせたくないですよ。春日野部屋の力士だから」と内心を明かしたことがあった。
2023年11月場所は勝ち越せば幕内復帰が叶う東十両筆頭の地位で千秋楽に勝ち越しを決め、1場所での幕内復帰を果たす。このときには同じブルガリア出身の鳴戸勝紀親方が駆けつけてくれた。

### 部屋頭の意地　1場所での再入幕も無念の右膝のケガ、そして引退
幕尻の西前頭17枚目で迎えた2024年初場所は初日から精彩を欠き5連敗。6日目の琴勝峰戦で敗れた際に右膝を負傷したものの車椅子には乗らず自力で花道を引き揚げた。「右膝前十字靭帯断裂の疑いで今後加療を要するため、一月場所は休場となる見込み」との診断書を日本相撲協会に提出して7日目から休場したため白星なしの7敗8休。無念の1場所での十両再陥落確実となった。
その後右膝の内視鏡手術を受けた碧山は稽古も同部屋の幕下力士と何番かやるだけで稽古らしい稽古はあまりできなかったが、翌場所である3月場所に幕下転落の危機に加えて自身初の十両2桁である西十両11枚目まで番付を落とし、元々の古傷であった左膝に加えて右膝にサポーターをガッチリ固め出場した。またその場所の初日から連勝するなど意地を見せるも翌日から6連敗。そこから巻き返し14日目には東白龍を叩き込みで下し十両残留を確定的とする7勝目を挙げるも、千秋楽の十両優勝をかける水戸龍に破れ負け越しとなった。
続く5月場所の2日目では普段押し相撲中心である碧山が右上手を引き白鷹山を上手出し投げで下す珍しい展開となった。この場所は11日目に6勝目を挙げて十両残留を確定的とした。3月場所から2場所連続で西十両11枚目の地位での7勝8敗での番付据え置きという番付運を発揮したものの、翌場所でも6勝9敗と4場所連続の負け越しとなった。
9月場所中には早い時間から支度部屋に入り準備をしているという真面目で稽古熱心な一面を見せるも、東十両13枚目の地位で精彩を欠き千秋楽で10敗目。79場所連続で守り抜いた関取の座から陥落が決定的となるも、その次の取組では東幕下筆頭の同部屋である栃大海が4勝目をあげ春日野部屋の89年間継続の関取記録をつなぐこととなった。
その場所後の9月24日、日本相撲協会に引退と年寄「岩友」襲名が承認され、38歳3ヶ月の碧山は同部屋の弟弟子へとバトンをつないだ。引退会見では思い出の一番に2012年7月場所5日目の同郷の琴欧洲との初顔合わせの、寄り切りで敗れた取組を挙げた。「38年間、生きていた中の一番楽しい人生だった。力士になれて本当によかった」と現役生活の充実感を口にし、師匠の春日野も「痛いんでしょうけど、表に出さないのがいいところ。力士らしい。（秋場所の）千秋楽の朝も稽古をやっていた」と称えていた。

## 合い口
いずれも現役引退時点
（以下は最高位が横綱・大関の現役力士）
- 横綱・豊昇龍には2勝4敗。豊昇龍の大関・横綱昇進後は対戦無し。
- 大関・琴櫻には1勝3敗。琴櫻の大関昇進後は対戦無し。
- 元大関・正代には3勝6敗。
- 元大関・髙安には12勝12敗。2012年3月場所の幕内初顔合わせから2013年5月場所まで4連勝していたが、自身が新関脇となった2014年11月場所から2015年5月場所まで4連敗。2015年7月場所から2016年11月場所まで4連敗。
- 元大関・朝乃山には3勝6敗。朝乃山の大関在位中は1敗。
- 元大関・御嶽海には4勝5敗。御嶽海の大関在位中は対戦無し。
- 元大関・霧島には1勝3敗。霧島の大関在位中は対戦無し。

（以下は最高位が横綱・大関の引退力士）
- 元横綱・日馬富士には3勝15敗。日馬富士の横綱昇進後は3勝13敗。2013年9月場所で初勝利。2015年1月場所で最終勝利。
- 元横綱・稀勢の里には6勝13敗（不戦敗による1敗を含む）。稀勢の里の横綱昇進後は1敗。
- 元横綱・鶴竜には1勝20敗。鶴竜の横綱昇進後は14敗。鶴竜が大関だった2013年11月場所で初勝利。
- 元横綱・白鵬には1勝23敗で1勝は2015年9月場所での不戦勝のみで不戦勝1を除けば23戦全敗である。白鵬は翔天狼、荒鷲にそれぞれ1敗だが、碧山は翔天狼に3勝1敗、荒鷲に3勝2敗と勝ち越している。
- 元横綱・照ノ富士には1勝12敗。照ノ富士の大関在位中は1勝8敗。2016年9月場所で初勝利。照ノ富士の横綱昇進後は対戦無し。
- 元大関・雅山とは、雅山の大関陥落後に2度対戦し2戦2勝。
- 元大関・把瑠都には2戦全敗。
- 元大関・琴欧洲には4戦全敗。
- 元大関・琴奨菊には10勝15敗。初顔合わせだった2012年7月場所で初勝利。2020年3月場所で最終勝利。
- 元大関・豪栄道には3勝23敗。豪栄道の大関昇進後は3勝11敗。
- 元大関・栃ノ心には1勝。2012年3月場所以降は栃ノ心と同部屋に所属しているため、対戦が組まれなくなった。
- 元大関・貴景勝には1勝6敗。貴景勝の大関在位中は1勝1敗。貴景勝が新大関だった2019年5月場所で初勝利。

### 幕内対戦成績
| 明瀬山   | 2  | 0  | 天空海     | 2    | 1  | 朝赤龍   | 1    | 0    | 朝乃山   | 3    | 6     |  |  |  |  |  |  |
| 東龍     | 1  | 1  | 熱海富士   | 1    | 1  | 阿炎     | 4    | 4    | 安美錦   | 10   | 5     |  |  |  |  |  |  |
| 阿夢露   | 1  | 0  | 荒鷲       | 3    | 2  | 阿覧     | 2    | 5    | 勢       | 10   | 13    |  |  |  |  |  |  |
| 石浦     | 4  | 4  | 逸ノ城     | 4    | 9  | 一山本   | 2    | 3    | 宇良     | 1    | 5     |  |  |  |  |  |  |
| 遠藤     | 12 | 8  | 炎鵬       | 1    | 3  | 阿武咲   | 7    | 9(1) | 王鵬     | 2    | 4     |  |  |  |  |  |  |
| 大砂嵐   | 3  | 3  | 大の里     | 0    | 1  | 隠岐の海 | 14   | 19   | 魁聖     | 15   | 8(1)  |  |  |  |  |  |  |
| 臥牙丸   | 3  | 2  | 輝         | 9    | 4  | 鶴竜     | 1    | 20   | 稀勢の里 | 6    | 13(1) |  |  |  |  |  |  |
| 北太樹   | 4  | 3  | 木村山     | 1    | 0  | 旭秀鵬   | 2    | 1    | 旭大星   | 1    | 1     |  |  |  |  |  |  |
| 旭天鵬   | 4  | 2  | 霧馬山     | 1    | 3  | 金峰山   | 1    | 0    | 豪栄道   | 3    | 23    |  |  |  |  |  |  |
| 荒篤山   | 1  | 0  | 琴恵光     | 7    | 7  | 琴欧洲   | 0    | 4    | 琴奨菊   | 10   | 15    |  |  |  |  |  |  |
| 琴勝峰   | 5  | 3  | 琴ノ若     | 1    | 3  | 琴勇輝   | 8    | 3    | 磋牙司   | 1    | 0     |  |  |  |  |  |  |
| 佐田の海 | 10 | 12 | 佐田の富士 | 10   | 0  | 島津海   | 0    | 1    | 志摩ノ海 | 5    | 4     |  |  |  |  |  |  |
| 常幸龍   | 4  | 0  | 正代       | 3    | 6  | 翔天狼   | 3    | 1    | 湘南乃海 | 0    | 1     |  |  |  |  |  |  |
| 松鳳山   | 16 | 5  | 蒼国来     | 2    | 0  | 大奄美   | 6    | 1    | 大栄翔   | 8(1) | 6     |  |  |  |  |  |  |
| 大翔鵬   | 1  | 2  | 大翔丸     | 3    | 1  | 大道     | 4    | 2    | 貴景勝   | 1    | 6     |  |  |  |  |  |  |
| 貴ノ岩   | 2  | 3  | 隆の勝     | 4    | 4  | 隆の山   | 1    | 0    | 髙安     | 12   | 12    |  |  |  |  |  |  |
| 宝富士   | 22 | 10 | 豪風       | 13   | 7  | 玉鷲     | 9    | 8    | 千代鳳   | 6    | 1     |  |  |  |  |  |  |
| 千代翔馬 | 7  | 10 | 千代大龍   | 15   | 10 | 千代ノ皇 | 1    | 2    | 千代の国 | 8    | 9     |  |  |  |  |  |  |
| 千代丸   | 5  | 3  | 剣翔       | 6(1) | 4  | 剣武     | 1    | 0    | 照強     | 6    | 8     |  |  |  |  |  |  |
| 照ノ富士 | 1  | 12 | 天鎧鵬     | 1    | 1  | 時天空   | 6    | 2    | 徳勝龍   | 7    | 3     |  |  |  |  |  |  |
| 栃煌山   | 0  | 1  | 栃ノ心     | 1    | 0  | 栃乃若   | 0    | 1    | 翔猿     | 3    | 4     |  |  |  |  |  |  |
| 友風     | 2  | 1  | 豊ノ島     | 8    | 6  | 豊響     | 7    | 2    | 錦木     | 6    | 7     |  |  |  |  |  |  |
| 錦富士   | 3  | 0  | 伯桜鵬     | 0    | 1  | 白鵬     | 1(1) | 23   | 把瑠都   | 0    | 2     |  |  |  |  |  |  |
| 日馬富士 | 3  | 15 | 英乃海     | 3    | 1  | 平戸海   | 4    | 2    | 富士東   | 3    | 1     |  |  |  |  |  |  |
| 武将山   | 2  | 1  | 豊昇龍     | 2    | 4  | 寶智山   | 1    | 0    | 豊真将   | 3    | 0     |  |  |  |  |  |  |
| 北青鵬   | 0  | 2  | 北勝富士   | 3    | 16 | 誉富士   | 1    | 0    | 舛ノ山   | 2    | 0     |  |  |  |  |  |  |
| 御嶽海   | 4  | 5  | 水戸龍     | 2    | 1  | 翠富士   | 1    | 4    | 雅山     | 2    | 0     |  |  |  |  |  |  |
| 妙義龍   | 14 | 13 | 明生       | 7    | 0  | 豊山     | 6    | 6    | 嘉風     | 11   | 12    |  |  |  |  |  |  |
| 竜電     | 7  | 8  | 若荒雄     | 2    | 1  | 若隆景   | 3    | 0    | 若元春   | 1    | 4     |  |  |  |  |  |  |

## 取り口など
基本的に大兵肥満の体格と力を活かした四つ相撲が持ち味であり、立合いで突き放す相撲にも長けている。力相撲がツボにはまれば上位陣にも強く、2014年1月場所5日目に稀勢の里を押し出しで破った相撲は特に評価されている。稽古場では栃煌山を電車道で持って行くこともあり、新関脇会見でも春日野から「馬力はピカイチ」と評されている。この背景には本人の稽古熱心さが関係している。一方で自他ともに認める腰高であり、14代田子ノ浦が死去した際には「腰を割る相撲は簡単ではないけれども、直後の場所では頑張る」という趣旨の発言をしていた。新関脇昇進の際には、田子ノ浦から指導を受け継いだ春日野からも今後の課題として挙げられている。体重過多も課題で、春日野親方からは「200kg超えたらクビ」と冗談交じりに警告を受けていた。2015年9月場所前の体重測定では201.4kgを測定してしまった。2015年は大関昇進という目標に向けて体重を理想（182～184kgくらい）まで減らすことと、腰高を改善することを課題としていた。メンタル面に関しては、立合いで考えすぎる、ベテランになっても熱くなりやすいという欠点が指摘された。一方、メンタル面が充実している場所では好成績を出せる。叩きも武器である一方で攻めきれない場面や守勢に回った時でもまともに引く引き癖が顔を見せることが多々あり、叩き癖を直して体格を生かした前に出る相撲を取るべきだという意見も見られた。
入幕したばかりのこれからという時期に春日野部屋に移籍し、春日野部屋で押し相撲の稽古を徹底的に仕込まれたため、これが幕内で10年以上活躍した要因となったという見方もある。引退時の報道では、栃ノ心や栃煌山を始めとした関取衆との猛稽古で息の長い活躍ができる下地を作ったと伝えられた。そういう意味では移籍後の師匠である春日野にとって育ての弟子である。
幕内に昇進した頃は四つ相撲と押し相撲を使い分けていたが、腰が軽く土俵際の逆転を許しやすい相撲から四つ相撲に限界を感じ、その後膝の影響もあって突き押し相撲が主体となっており、2017年3月場所から11月場所までの5場所では計31の白星の中で寄り切りの決まり手は1つもなかった。碧山自身も春日野部屋での指導により押し相撲の力士に生まれ変わって以降は「最初から押し相撲だけ取っていればよかった」と悔やんでいた。体質については、足首が硬い上に、2018年頃から細かい怪我が増えている。2020年3月場所中に14代玉ノ井は碧山の四つ相撲での弱みについて「組まれて横に揺さぶられると、途端にもろさが出るタイプ」と評している。
張り手も武器で、軽量力士には張って距離を取る相撲が見られるが、2019年11月場所5日目の炎鵬戦のように腰が引けているので大して効かず、最後に引き技に負けてしまう相撲もある。
相手が引いたりいなしたりせずまともに攻めてくる稽古場や巡業での申し合いでは「勝率も8割ぐらい」と評されるほど強い。いわゆる「稽古場横綱」であり、稽古場では弱いが本場所では強い「場所相撲」の御嶽海とは好対照を成す。無観客場所として行われた2020年3月場所では稽古場みたいに落ち着けるため本来の力が発揮できるという声もあった。実際にこの場所では終盤まで優勝争いに絡む活躍で技能賞を獲得している。
2024年に入って引退が見え始めてからも本場所中に連日若い衆を相手に10数番申し合い行うなど、稽古熱心さは最後まで衰えていなかった。多くの関取衆が本場所中には朝稽古を軽めに済ませたり、全く稽古せず休息を優先することが多かった中では特筆される。

## エピソード
- 入門前はクラブの用心棒を行っていたことがある[30]。
- 入門から少しした後に憧れでもあるブルガリア国立体育大学の[10]先輩・琴欧洲から日本語を覚えるためにと幼児用の絵本を数冊プレゼントされ、日本語が十分話せるようになった今でも大切にその本を持っている。しかしながら2011年11月場所11日目の取組後に記者から三賞の話題を出されて「1勝、2勝、3勝?」と答え[82]、2013年5月場所5日目の時点で平幕で唯一の勝ちっぱなしの状況について記者に感想を聞かれると「ヒラマクって何ですか?」と報道陣に逆質問した[83]。
- ブルガリア在住時代は卵の白身70個分を食して体作りをしていた[84]。『ジャイアントキリング』2012年7月1日放送分では前菜としてチーズ1kgを毎日食べて力士体型を作っていたという。大好物のスイカは1度に1個丸ごと（通常スイカ1個の可食部は約6.6㎏）食べたことがある[85]。
- 2013年5月場所5日目、前頭3枚目宝富士戦で碧山は宝富士を引き落としに破ったが、三役格行司11代式守勘太夫は碧山に「宝富士～」と誤って勝ち名乗りを上げた。勝ち名乗りを受けた碧山は唖然とした顔で一旦土俵下に降りたが、誤りに気付いた勘太夫に呼び戻され改めて勝ち名乗りを受けた。碧山は初日からこの日まで5連勝だったが、翌日から白星に見離され千秋楽まで10連敗、この場所は5勝10敗の大敗に終わった。
- 2013年12月11日の体脂肪率測定では幕内力士最高の39%を計測した[86][87]。
- 入門時の師匠である14代田子ノ浦の死去により春日野部屋へ移籍した後に、これまで使っていた「田子ノ浦部屋後援会」の字が入った化粧廻しが土俵入りに使えなくなるという事態が発生した。元女将から「この文字を変えれば使えるようになる」と勧められたものの、「かえたくない。かえるくらいなら（化粧まわしを）つけられなくなっても結構です」と師匠との思い出を守るためにこれを固辞[88]。その後新三役昇進時に碧山と女将の希望で新しい化粧廻しが贈られ、その化粧廻しには14代田子ノ浦の家紋が刻まれている[89]。
- 春日野部屋所属の力士だが、田子ノ浦部屋からの移籍力士という経緯からか、栃木山守也に因む部屋の伝統である「栃」の字が含まれない四股名を名乗っている。それでも、直弟子同様に名門の一員の誇りと責任感を持っていた[81]。
- 設備上の理由[90]で移籍当初は栃乃若と同じ個室を共有した。
- 2016年12月20日、大相撲冬巡業宮古島場所に参加した際、稽古後の支度部屋で宮古島産のさとうきびの切れ端を渡されるなり「これ割れます」と豪語。その言葉通り両手で両端を持って力を込めるといとも簡単にへし折り、割れ目から落ちた甘い汁を飲んだ。隣でたまたま目撃した松鳳山も「こんなさとうきびの食べ方をする人、見たことがない」と驚いていた[91]。
- 2018年1月場所で同部屋の栃ノ心が優勝した際、パレードで旗手を務めた。
- 2018年7月場所には緑の地にブルガリアの国旗と国章の描かれた染め抜きで場所入りした[92]。
- 2019年1月29日、「碧山」繋がりで西東京市立碧山小学校に付け人の栃丸と共に訪問した[93]。
- 2019年11月場所3日目、対戦が予定されていた友風が前日の負傷で途中休場となり不戦勝となった。碧山は2012年九州場所で左膝の前十字靱帯を損傷した経験があり、勝ち名乗りを受けて戻った支度部屋で「相手がかわいそう…。僕も九州でけがしたことがあるから」「喜ぶことはない。つらさは分かっているから。何があるか分からないよね」と複雑な心境を吐露。友風を思いやり、一切笑顔を見せることは無かった[94]。
- 2019新型コロナウイルスの影響で2020年3月場所中に不要不急の外出が自粛された中、夫人と共通の心の支えとなったのが2019年3月場所後に碧山夫妻の間に加わった愛犬のトイプードルであった[95]。
- 協会公式プロフィールによると、好きな芸能人は志村けん、好物はちゃんこ、好きなテレビ番組はサッカー中継、好きな漫画は北斗の拳[96]。
- 2023年7月場所前時点になると煮物を好物とするなどすっかり日本食に馴染み、体重も最重時の200kgより約20kg軽い181kgまで減っている。得意な料理の腕をふるい、全て自作のレアチーズケーキやブルーベリーソースなどを作って、体重をなるべくキープする努力を行っている[97]。
- 元木村山の岩友親方のことを兄のように慕っていた。元木村山が死去した際は、名古屋場所の初日の直前であったが東京まで駆け付けて葬儀に参列した。元木村山の年寄名跡「岩友」は、そうした縁からか自身が引退後に襲名している[98]。

## 主な成績

### 通算成績
- 通算成績：613勝607敗35休（90場所）
- 通算勝率：.502
- 幕内成績：504勝528敗33休（71場所）
- 幕内勝率：.492
- 三役在位：5場所（関脇2場所、小結3場所）

### 各段優勝
- 幕下優勝：1回（2010年3月場所）
- 序二段優勝：1回（2009年11月場所）
- 序ノ口優勝：1回（2009年9月場所）

### 三賞・金星
- 三賞：5回
  - 敢闘賞：4回（2011年11月場所、2017年7月場所、2019年3月場所、2021年3月場所）
  - 技能賞：1回（2020年3月場所）
- 金星：1個
  - 日馬富士：1個（2013年9月場所）

### 場所別成績
| | 一月場所 初場所（東京） | 三月場所 春場所（大阪） | 五月場所 夏場所（東京） | 七月場所 名古屋場所（愛知） | 九月場所 秋場所（東京）  | 十一月場所 九州場所（福岡） |
| --- | ----------------------- | ----------------------- | ----------------------- | --------------------------- | ------------------------ | --------------------------- |
| 2009年 （平成21年） | x                       | x                       | x                       | （前相撲）                  | 西序ノ口30枚目 優勝 7–0  | 東序二段25枚目 優勝 7–0     |
| 2010年 （平成22年） | 東三段目30枚目 6–1      | 東幕下48枚目 優勝 7–0   | 西幕下5枚目 2–5         | 西幕下15枚目 4–3            | 西幕下9枚目 5–2          | 東幕下3枚目 3–4             |
| 2011年 （平成23年） | 西幕下5枚目 4–3         | 八百長問題 により中止   | 東幕下筆頭 5–2          | 西十両4枚目 7–8             | 東十両6枚目 10–3–2       | 東前頭16枚目 11–4 敢        |
| 2012年 （平成24年） | 西前頭7枚目 6–9         | 西前頭10枚目 8–7        | 西前頭6枚目 11–4        | 東前頭2枚目 8–7             | 東小結 4–11              | 東前頭5枚目 6–3–6           |
| 2013年 （平成25年） | 西前頭6枚目 7–8         | 東前頭8枚目 9–6         | 東前頭4枚目 5–10        | 東前頭9枚目 10–5            | 西前頭2枚目 6–9 ★        | 東前頭5枚目 10–5            |
| 2014年 （平成26年） | 東前頭3枚目 6–9         | 西前頭5枚目 9–6         | 東前頭筆頭 8–7          | 西小結 6–9                  | 東前頭3枚目 10–5         | 東関脇 8–7                  |
| 2015年 （平成27年） | 東関脇 5–10             | 西前頭3枚目 5–10        | 西前頭6枚目 9–6         | 西前頭2枚目 8–7             | 東前頭筆頭 7–8           | 東前頭2枚目 7–8             |
| 2016年 （平成28年） | 西前頭2枚目 7–8         | 東前頭3枚目 7–8         | 東前頭3枚目 6–9         | 東前頭6枚目 8–7             | 東前頭5枚目 9–6          | 西前頭筆頭 4–11             |
| 2017年 （平成29年） | 西前頭7枚目 8–7         | 西前頭6枚目 8–7         | 西前頭3枚目 4–11        | 東前頭8枚目 13–2 敢         | 西前頭2枚目 3–5–7        | 東前頭11枚目 3–8–4          |
| 2018年 （平成30年） | 西十両2枚目 9–6         | 東前頭17枚目 8–7        | 西前頭13枚目 8–7        | 東前頭11枚目 8–7            | 東前頭10枚目 7–8         | 東前頭12枚目 11–4           |
| 2019年 （平成31年 /令和元年） | 東前頭5枚目 7–8         | 東前頭7枚目 12–3 敢     | 東小結 6–9              | 東前頭2枚目 8–7             | 西前頭筆頭 5–10          | 東前頭5枚目 6–9             |
| 2020年 （令和2年） | 東前頭8枚目 4–11        | 西前頭13枚目 11–4 技    | 感染症拡大 により中止   | 西前頭4枚目 5–10            | 西前頭7枚目 7–8          | 東前頭8枚目 6–9             |
| 2021年 （令和3年） | 西前頭10枚目 6–9        | 西前頭12枚目 11–4 敢    | 東前頭3枚目 4–3–8       | 西前頭8枚目 7–8             | 東前頭9枚目 7–8          | 東前頭9枚目 4–11            |
| 2022年 （令和4年） | 東前頭16枚目 8–7        | 西前頭10枚目 7–8        | 東前頭11枚目 10–5       | 東前頭6枚目 6–9             | 東前頭7枚目 6–9          | 東前頭10枚目 7–8            |
| 2023年 （令和5年） | 東前頭10枚目 8–7        | 東前頭9枚目 6–9         | 東前頭12枚目 5–10       | 東前頭17枚目 9–6            | 東前頭14枚目 5–10        | 東十両筆頭 8–7              |
| 2024年 （令和6年） | 西前頭17枚目 0–7–8      | 西十両11枚目 7–8        | 西十両11枚目 7–8        | 西十両11枚目 6–9            | 東十両13枚目 引退 5–10–0 | x                           |
| 各欄の数字は、「勝ち-負け-休場」を示す。 優勝 引退 休場 十両 幕下 三賞：敢=敢闘賞、殊=殊勲賞、技=技能賞 その他：★=金星 番付階級：幕内 - 十両 - 幕下 - 三段目 - 序二段 - 序ノ口 幕内序列：横綱 - 大関 - 関脇 - 小結 - 前頭（「#数字」は各位内の序列） |                         |                         |                         |                             |                          |                             |

## 改名歴
- 碧山 聖人（あおいやま きよひと）2009年7月場所 - 2009年9月場所
- 碧山 亘右（あおいやま こうすけ）2009年11月場所 - 2024年9月場所

## 年寄変遷
- 岩友 亘右（いわとも こうすけ）2024年9月24日 -

## 出演
- 日曜劇場「ノーサイド・ゲーム」第3話（2019年7月29日、TBS）
- 有吉ゼミ×世界まる見え 3時間SP 限界突破!（2024年12月16日、日本テレビ） - 前半の有吉ゼミのみに出演）